# Ophioleuce regulare
Ophioleuce regulare är en ormstjärneart som först beskrevs av Jean Baptiste François René Koehler 1901.  Ophioleuce regulare ingår i släktet Ophioleuce och familjen fransormstjärnor. Inga underarter finns listade i Catalogue of Life.